# Стохід (безпілотник)
НРК «Стохід» — це український гусеничний наземний роботизований комплекс (НРК), призначена для евакуації поранених із поля бою, доставки боєкомплектів, медичних вантажів та інших необхідних матеріалів у зоні бойових дій. Вона відзначається великим радіусом роботи, надійною конструкцією, легкістю у керуванні та широкими можливостями використання.

## Призначення
- Евакуація поранених з поля бою.
- Логістика: підвезення боєкомплектів, медичних вантажів.
- Використання як кулеметної турелі або дрона-камікадзе.
- Відеоспостереження за позиціями ворога.

## Особливості
- Прохідність та маневреність: низький центр ваги, гусеничний рушій.
- Адаптованість: ефективна робота у степовій зоні сходу та півдня України.
- Маскування: низький кліренс та компактні габарити.

## Унікальні переваги
- ППРЧ: псевдовипадкове переналаштування частоти.
- Безпечний зв’язок: нестандартні частоти, шифрування.
- Кастомізація: адаптація під потреби користувача.

## Технічні характеристики
- Корисне навантаження: 200 кг
- Буксирувальна вага: 500 кг
- Габарити (Д/Ш/В): 1700 / 1170 / 700 мм
- Вага НРК: 160 кг
- Кліренс: 160 мм
- Ширина всередині: 620 мм
- Обслуговуючий персонал: 2 особи
- Час розгортання: 2 хв
- Частота управління: 900-950 МГц (можливі індивідуальні рішення)
- Тип двигуна: електричний
- Кількість електромоторів: 2 шт.
- Потужність електромоторів: 800 Вт кожен
- Запас ходу АКБ: 12 км
- Ємність АКБ: 50 А·год
- Максимальна швидкість: 6 км/год
- Дистанція управління: до 2 км (без ретранслятора)
- Дальність відеозв’язку: до 800 м (пряма видимість)
- Ретранслятор: так (сприяє збільшенню радіусу дії до 5 км, до стандартного комплекту не входить)
- Тип рушія: гусеничний
- Заміна АКБ: швидка, до 2 хв

## Додаткова інформація
НРК «Стохід» успішно пройшов кодифікацію, що підтверджує відповідність міжнародним стандартам і готовність до застосування у військових операціях.